# Eugenio Caetano do Amaral
Eugenio Caetano do Amaral nasceu em Guarapuava em 03/03/1895, filho de Francisco Caetano do Amaral e Francisca Muller Caillot do Amaral. Em 1912 veio a residir em Curitiba, onde graduou-se em Farmácia. 
Dentre as diversas modalidades esportivas que praticou destacou-se no Tiro ao Alvo em 1917, quando tornou-se campeão paranaense de fuzil de guerra, carabina Match Inglês e revólver de fogo central, lugar que manteve por vários anos, sempre batendo seus próprios recordes. 
Em 1922 sagrou-se campeão e recordista sul americano de fuzil de  guerra (tiro rápido) e pistola Parabellum, passando a ser considerado mestre atirador. 
Em 1932 foi campeão brasileiro de pistola livre e revólver de fogo central, bem como bateu o recorde brasileiro de pistola livre com 526 pontos. Ainda neste ano de 1932, nas provas seletivas para os jogos olímpicos de Los Angeles - USA, bateu novamente o recorde brasileiro com 536 pontos e classificou-se, tendo participado dessa olimpíada e alcançado o 4o lugar na modalidade de tiro rápido às silhuetas. 
Em várias modalidades de tiro foi campeão brasileiro, sul americano e paranaense, neste último por vários anos seguidos. Tornou-se mestre atirador em todas as modalidades de tiro de que participou. Foi fundador da Confederação Brasileira de Tiro ao Alvo e da Federação Paranaense de Tiro ao Alvo. Incentivou a prática do tiro esportivo no Paraná, especialmente com a introdução do esporte no Santa Mônica Clube de Campo, situado em Curitiba. Cabe destacar que Eugenio Caetano do Amaral manteve o recorde brasileiro por 12 anos e o recorde paranaense por 45 anos. Atirou ininterruptamente por 58 anos, vindo a falecer em dezembro de 1970.